# Fricky
Fricky, artistnamn för Carl Erik Friman, född 9 mars 1992 i Tegs församling, Västerbottens län, är en svensk musikartist från Umeå. Fricky är med i Umeåbaserade skivbolaget/kollektivet Random Bastards. Fricky mottog priset för Årets artist på P3 Guld 2019.

## Biografi
Fricky började sin musikkarriär som ena halvan av rapduon Broder John & Friman, tillsammans med Johan Bäckström. Som duo släppte de bland annat albumen Mästerbotten (debut-EP:n) och Mauro. Musikern Cleo assisterade i arbetet med Mästerbotten, och blev sedermera tillsammans med Fricky. Solodebuten gjordes 2016 med singeln Kär Pt. 1, och han har sedan dess hunnit släppa hitsinglar som Hon få mig och Aqua Aura, vilket även är namnet på hans debut-EP.
Tillsammans med rapparen Cleo har Fricky en dotter, född 2019.
2023 medverkade han i SVT-serien När hiphop tog över och vecka 14 blev låten ”Nattbuss” veckans P3-hit.

## Utmärkelser
Fricky mottog Musikförläggarnas pris 2018 i kategorin "Årets genombrott".
Årets Artist 2018 på P3 GULD 2019
Årets Urban 2018 av Gaffa

## Diskografi
EP
- 2018 – Aqua Aura

Singlar
- 2016 - ”Kär Pt. 1”
- 2017 - ”Hon få mig”
- 2018 - ”Man”
- 2018 - ”Aqua Aura”
- 2018 - ”Kungsliften” (med Cherrie)
- 2020 - ”Beemer / Axlar”
- 2020 - ”Kär Pt. 2”
- 2021 - ”Tanka tänka”
- 2021 - ”Moonshine”
- 2023 - ”Nattbuss”

### Album
- 2021 - "Fricktion"
- 2023 - "Horizon Inn"